# Stenoniscus contogensis
Stenoniscus contogensis är en kräftdjursart som beskrevs av Stanley B. Mulaik 1960. Stenoniscus contogensis ingår i släktet Stenoniscus och familjen Stenoniscidae. Inga underarter finns listade i Catalogue of Life.